# Mitsubishi Concept-cX
Mitsubishi Concept-cX — концепт-кар, представлений на Франкфуртському автосалоні в 2007 році.
Автомобіль був представлений з 1,8-літровим екологічно безпечним турбованим дизельним двигуном, потужність якого становить 136 к.с. (100 кВт) на 4 000 об/хв, а максимальний обертовий момент — 28,5 кг-м (280 Нм) на 2 000 об/хв. Також Concept-cX був оснащений новою спортивною трансмісією Twin Clutch SST з подвійним зчепленням. Аеродинамічна передня панель підкреслювала плавні лінії корпусу. В обробці салону автомобіля був використаний фірмовий екологічно чистий пластик, центральна консоль автомобіля і важіль управління трансмісією виконані в нетрадиційному стилі, інформаційний сенсорний надавав повну інформацію про автомобіль.
Вказаний концепт послужив прототипом для Mitsubishi ASX.
| Технічні характеристики | Технічні характеристики |
| ----------------------- | ----------------------- |
| Довжина:                | 4100 мм                 |
| Ширина:                 | 1750 мм                 |
| Висота:                 | 1550 мм                 |
| Колісна база:           | 2525 мм                 |
| Колія (передніх/задн.): | 1510/1510 мм            |
| Кількість місць:        | 4                       |

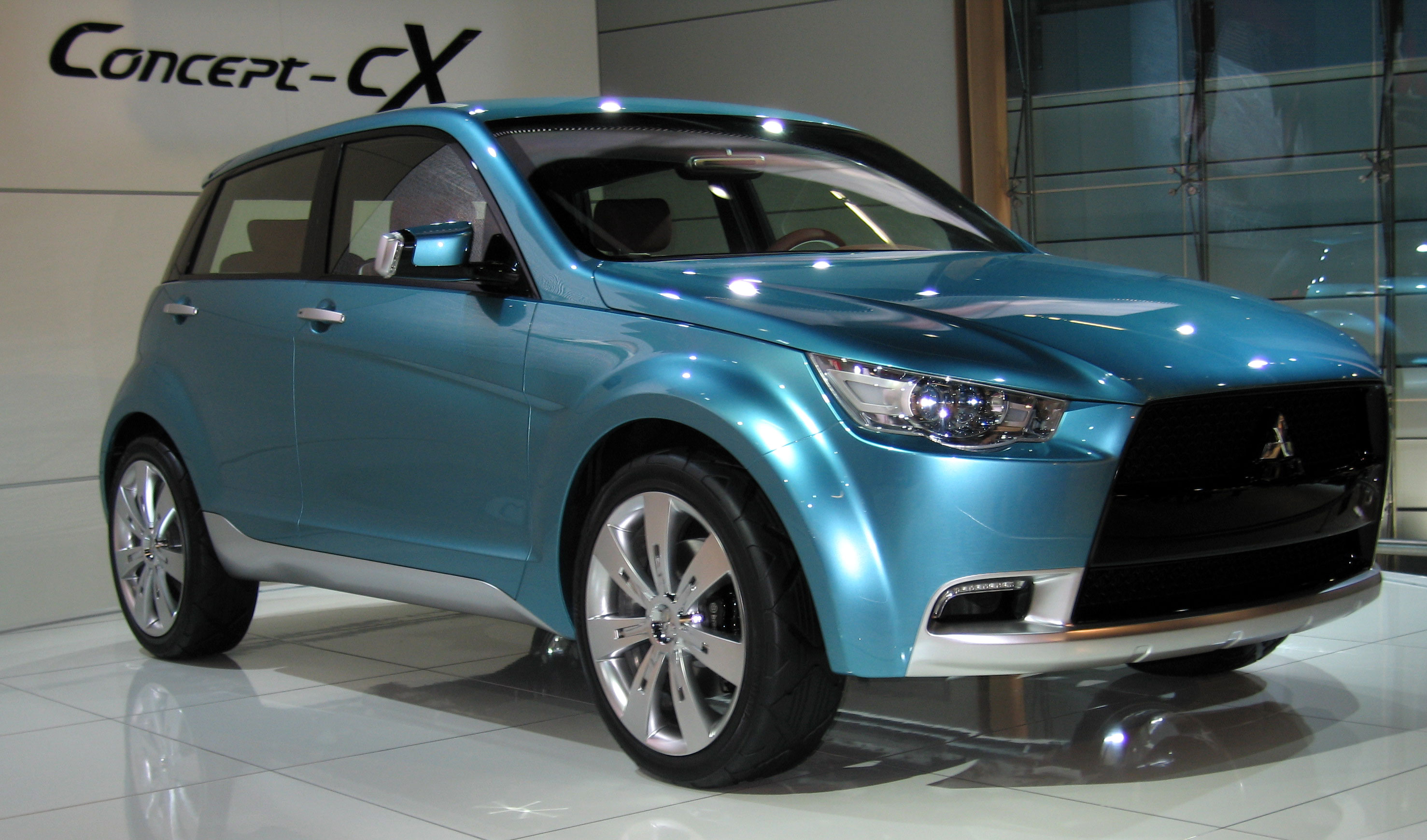
Mitsubishi Concept-cX на Франкфуртському автосалоні
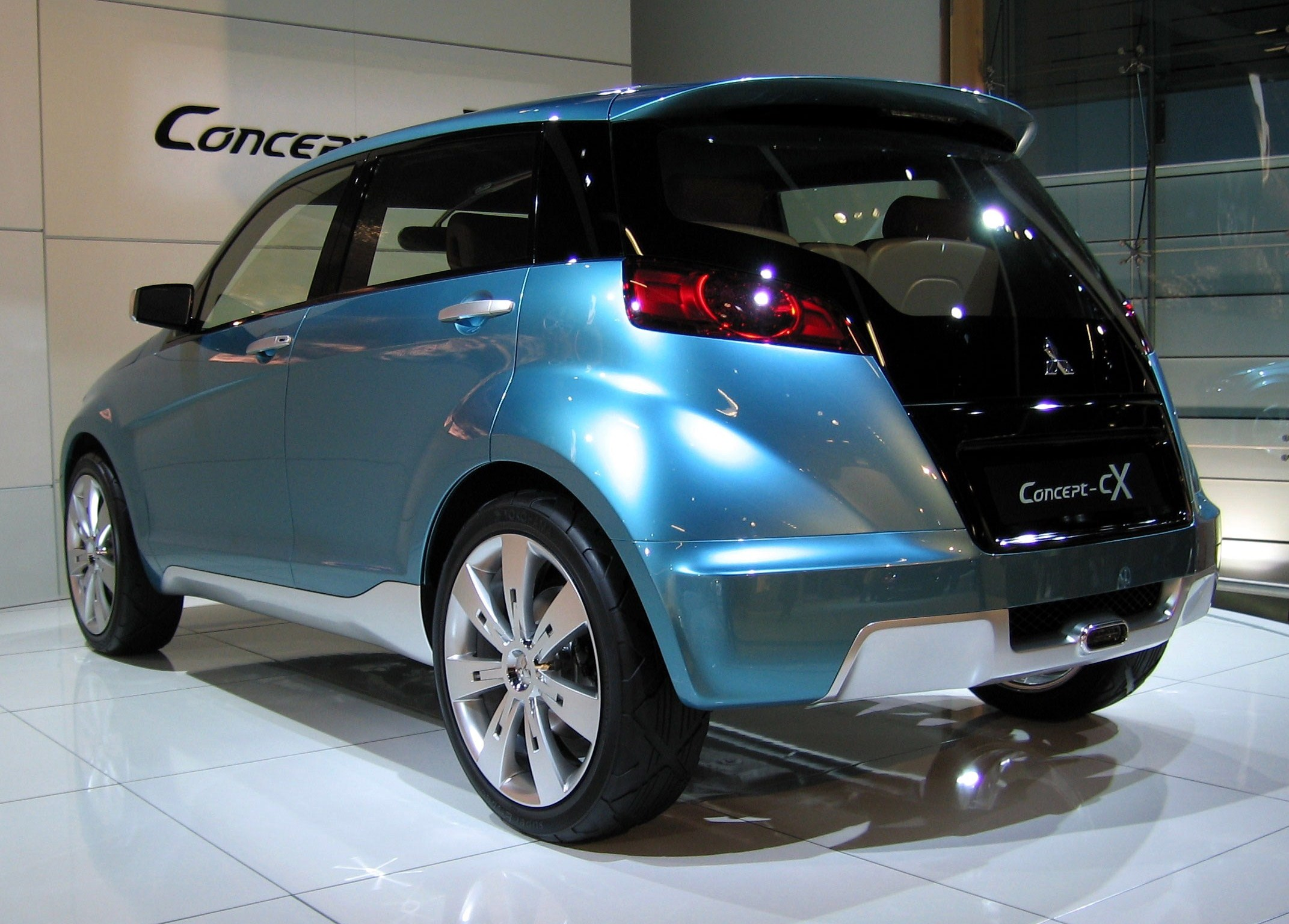
Mitsubishi Concept-cX на Франкфуртському автосалоні